# مايرون سيفاكيس
مايرون سيفاكيس (باليونانية: Μύρων Σηφάκης)‏ هو مدرب كرة قدم ولاعب كرة قدم يوناني في مركز حراسة المرمى، ولد في 28 سبتمبر 1960 في Zaros ‏ في اليونان. لعب مع أوفي كريت.